# Avenue Colgate
L’avenue Colgate est une voie marseillaise située dans le 9e arrondissement de Marseille. 

## Situation et accès
Elle va du chemin de Morgiou au chemin de Sormiou.
Cette rue transversale relie directement deux des principaux axes donnant accès au parc national des Calanques. Elle est essentiellement résidentielle.

## Origine du nom
L'avenue porte le nom Mme veuve Colgate qui détenait la campagne aux alentours. 

## Historique
Le nom est décidé par délibération du Conseil municipal du 22 juillet 1991. Elle s'appelait auparavant « Traverse Colgate » et en 1915 « Traverse Chanteraine ».

## Bâtiments remarquables et lieux de mémoire
- Au numéro 9 se trouve l’école primaire de la Baume.
- Au rond-point avec le chemin de Sormiou se trouvent le centre commercial de Sormiou ainsi que la cité de la Cayolle.